# Оливера Милосављевић
Оливера Милосављевић (1951 — Београд, 12. октобар 2015) била је српска историчарка и професорка социјалне историје на социологији Филозофском факултету у Београду. Бавила се историјoм Србије и Jyгославије у 20. веку.

## Дела
- Потиснута истина: Колаборација у Србији 1941-1944.
- Савременици фашизма: Перцепција фашизма у београдској јавности 1933-1941.
- Савременици фашизма: Југославија у окружењу 1933-1941.
- У традицији национализма или стереотипи српских интелектуалаца 20. века о "нама" и "другима" (2002)